# エリトリア解放戦線人民解放軍
エリトリア解放戦線人民解放軍（エリトリアかいほうせんせんじんみんかいほうぐん、英語: Eritrean Liberation Front-Popular Liberation Forces〔ELF-PLF〕）は、エリトリアを根拠地としたエチオピア・エリトリアの反政府組織。

## 概説
1958年に結成されたエリトリア解放戦線(ELF)と1970年にELFから分離したエリトリア人民解放戦線(EPLF)の双方を援助していたエリトリア人篤志家、オスマン・S・サッベが、1976年に双方の和解のために会談を取り持ったが、これが決裂して後の1977年4月、自らエリトリア反政府勢力の第3勢力としてELF-PLFを組織した。西側諸国に親和的なELF、共産主義諸国（主に中華人民共和国）と近しい関係にあったEPLFに対してELF-PLFは親アラブ的立場をとった。また、エチオピアとの国家連合も視野に入れ模索していたELFに対し、ELF-PLFはEPLFと共に対エチオピア強硬路線を取った。組織結成当時は数千人の戦力を持っていたが、内戦の激化と共に衰微した。
EPLFが独立を勝ち取り、政権を執ると、事実上の一党独裁を行ったため、ELF-PLFは現在もなお合法化されていない。

## 日本語による呼称
ELF-PLFは「エリトリア解放戦線人民解放軍」の他、「エリトリア解放戦線人民解放戦線」と訳されることもあるが、これはサッベがエリトリア解放戦線から分派して1972年に組織したEritrean Liberation Front-Popular Liberation Frontの日本語訳であり、それぞれ別の組織である。このエリトリア解放戦線人民解放戦線は単に「人民解放軍(PLF,Popular Liberation Forces)」と呼ばれることもある。